# Eva Twardokens
Eva Twardokens (Reno, 28 aprile 1965) è un'ex sciatrice alpina statunitense, vincitrice di una medaglia iridata e della Nor-Am Cup nel 1984.

## Biografia

### Stagioni 1983-1988
Eva Twardokens, figlia dello schermidore polacco Jerzy, in Coppa del Mondo ottenne il primo piazzamento il 17 dicembre 1982 a Piancavallo in combinata (13ª); in Nor-Am Cup nella stagione 1982-1983 vinse la classifica di slalom speciale e nella stagione 1983-1984 si aggiudicò sia la classifica generale, sia quella di slalom gigante.
Il 26 gennaio 1985 conquistò il primo podio in Coppa del Mondo arrivando 2ª nel supergigante di Arosa alle spalle della tedesca occidentale Marina Kiehl per 34 centesimi e meno di un mese dopo, in occasione dei Mondiali di Bormio 1985 (sua prima presenza iridata), raggiunse l'apice della carriera conquistando la medaglia di bronzo nello slalom gigante; si classificò inoltre 10ª nello slalom speciale e 7ª nella combinata. Ai successivi Mondiali di Crans-Montana 1987 fu 14ª nel supergigante, 13ª nello slalom gigante, 9ª nello slalom speciale e 8ª nella combinata; in quella stessa stagione 1986-1987 in Nor-Am Cup vinse la classifica di slalom speciale. 

### Stagioni 1989-1995
Ai Mondiali di Vail 1989, nello slalom speciale fu 8ª; 5ª nello slalom gigante di Saalbach-Hinterglemm 1991, sua ultima partecipazione iridata, il 10 febbraio dello stesso anno giunse nuovamente 2ª in una gara di Coppa del Mondo, lo slalom gigante disputato sulle nevi di Zwiesel, dietro ad Anita Wachter. Il 20 gennaio dell'anno seguente a Piancavallo salì per l'ultima volta sul podio classificandosi 3ª, sempre in slalom gigante; al debutto olimpico, Albertville 1992, fu 8ª nel supergigante, 7ª nello slalom gigante e non concluse lo slalom speciale.
Ai XVII Giochi olimpici invernali di Lillehammer 1994, suo congedo olimpico, si classificò 6ª nello slalom gigante e non terminò lo slalom speciale. Si ritirò dalle competizioni al termine della stagione 1994-1995: la sua ultima gara in Coppa del Mondo lo slalom gigante di Bormio del 18 marzo (14ª), mentre la sua ultima gara in carriera fu lo slalom speciale dei Campionati statunitensi 1995, il 27 marzo a Park City, in cui fu 7ª.

## Palmarès

### Mondiali
- 1 medaglia:
  - 1 bronzo (slalom gigante a Bormio 1985)

### Coppa del Mondo
- Miglior piazzamento in classifica generale: 14ª nel 1991
- 3 podi (1 in supergigante, 2 in slalom gigante):
  - 2 secondi posti
  - 1 terzo posto

### Coppa Europa
- 1 podio (dati dalla stagione 1994-1995):
  - 1 vittoria

#### Coppa Europa - vittorie
| Data            | Località   | Paese   | Specialità |
| --------------- | ---------- | ------- | ---------- |
| 19 gennaio 1995 | Innerkrems | Austria | SG         |

Legenda:

SG = supergigante

### Nor-Am Cup
- Vincitrice della Nor-Am Cup nel 1984[3]
- Vincitrice della classifica di slalom gigante nel 1984[3]
- Vincitrice della classifica di slalom speciale nel 1983[senza fonte] e nel 1987[5]

### Campionati statunitensi
- 11 medaglie (dati parziali fino alla stagione 1994-1995)[1][6]:
  - 7 ori (combinata[3] nel 1984; slalom gigante, slalom speciale, combinata[7] nel 1985; slalom gigante, slalom speciale[8][9] nel 1991; slalom gigante[9] nel 1994)
  - 2 argenti (slalom speciale[5] nel 1987; slalom gigante nel 1995)
  - 2 bronzi (slalom gigante[5] nel 1987; slalom speciale[10] nel 1989)